# Museo civico e diocesano di arte sacra di San Galgano
Il Museo civico e diocesano di arte sacra di San Galgano si trova nel comune di Chiusdino.

## Storia
È stato istituito nel 2015 tramite una convenzione tra l'amministrazione comunale di Chiusdino, proprietaria dell'immobile destinato alla sede museale ed ente gestore del museo, e l'arcidiocesi di Siena-Colle di Val d'Elsa-Montalcino, in rappresentanza delle parrocchie del territorio da cui proviene gran parte delle opere d'arte esposte e con il contributo finanziario del Monte dei Paschi di Siena.
Inaugurato il 20 dicembre 2015, il Museo ha sede nel centro storico di Chiusdino, in via Umberto I, nel palazzo Taddei. La ristrutturazione dell'immobile per le finalità museali è stata realizzata dall'architetto Paolo Zermani, di Bologna; la selezione delle opere e l'allestimento espositivo è stato curato in collaborazione con la Soprintendenza per l'Archeologia, le Belle Arti ed il Paesaggio per le provincie di Siena, Grosseto, Arezzo.
La titolazione a san Galgano, cavaliere ed eremita, nato a Chiusdino intorno alla metà del XII secolo, morto il 30 novembre del 1181 e canonizzato cinque anni dopo, trova la sua ragione nel fatto che la maggior parte delle opere esposte fanno riferimento a lui.

## La sede: il palazzo Taddei
Situata nel centro storico di Chiusdino e contigua al palazzo comunale, la sede del Museo fu, dalla fine del XVII secolo alla fine del XX, cioè fino all'acquisizione da parte del comune di Chiusdino, la residenza della famiglia Taddei, originaria di Tavarnelle Val di Pesa, ove, ancora alla metà del XIX secolo, godeva del giuspatronato della chiesa di Santa Lucia al Borghetto, e di cui è documentata la presenza a Chiusdino fin dalla seconda metà del Seicento.
Le pitture sui soffitti di alcune sale del piano nobile del palazzo, allusive alle scienze ed alle arti, in particolare all'architettura ed all'ingegneria, ed all'unità d'Italia, ricordano soprattutto la presenza del più illustre membro della stirpe, Alceo Taddei: nato a Chiusdino, il 2 maggio 1832, da Galgano Taddei e da Anna Fanciulli, e morto a Firenze il 12 marzo 1919, Alceo partecipò alla Prima Guerra d'Indipendenza, nel 1848, combattendo con gli altri studenti universitari toscani alla battaglia di Curtatone e Montanara; in seguito fu ingegnere ferroviario (si deve a lui, tra l'altro, l'elaborazione d'un progetto, peraltro mai portato a compimento, di una ferrovia che collegasse Siena con Massa Marittima e Follonica, nel 1882).
Sulla facciata del palazzo una lapide ricorda le benemerenze di lui: 

## Il museo
Il museo raccoglie numerose opere d'arte, bassorilievi, pitture su tavola e su tela, oreficeria sacra, reliquiari, ex voto, per lo più provenienti dalle chiese parrocchiali e dalle cappelle del territorio. Da segnalarsi in particolare:
- innanzitutto il sontuoso Reliquiario della Testa di San Galgano, capolavoro dell'oreficeria gotica tardo duecentesca, opera di Pace di Valentino, realizzato per l'abbazia di San Galgano ma successivamente trasferito nella Chiesa del Santuccio e poi nel Museo dell'Opera del Duomo di Siena,[8]
- San Galgano condotto a Montesiepi, bassorilievo di Giovanni di Agostino della prima metà del XIV secolo, proveniente dalla casa natale del santo a Chiusdino;[9]
- San Galgano conficca la spada nella pietra, bassorilievo di Urbano da Cortona del 1446, proveniente dalla chiesa della Compagnia di San Galgano in Chiusdino;[10]
- Madonna col Bambino, tavola di Niccolò di Segna del 1336, proveniente dalla eremo di Montesiepi.
- San Sebastiano tra san Rocco e san Leonardo, vetrata del XV secolo, proveniente dalla chiesa della Compagnia di San Galgano di Chiusdino.
- San Galgano in preghiera, di Pietro Sorri, proveniente dalla prepositura di San Michele Arcangelo di Chiusdino.
- La Madonna appare a san Nicola e san Galgano, tela di Anton Domenico Gabbiani, fine XVII secolo, proveniente dalla chiesa della Compagnia del Santissimo Sacramento di Frosini.[11]
- San Michele Arcangelo appare a San Galgano, tela di Niccolò Franchini, XVIII secolo, proveniente dall'Eremo di Montesiepi.[12]
- Corredo liturgico del cardinale Giuseppe Maria Feroni, abate commendatario di San Galgano,[13] interessante serie di vasi sacri (calice, pisside, ampolline, patene, tabula pacis, palmatoria, vassoi...), in metallo dorato e di raffinata fattura della prima metà del XVIII secolo.
- Estasi di Santa Teresa, di Carlo Dolci.